# Blind Alibi
Blind Alibi – amerykański film z 1938 roku w reżyserii Lewa Landersa
.

## Fabuła
Rzeźbiarz Paul Dover próbuje pomóc swojej siostrze szantażowanej przez byłego narzeczonego listami miłosnymi które napisała w swojej młodości.

## Obsada
- Richard Dix jako Paul Dover
- Whitney Bourne jako Julia Fraser
- Eduardo Ciannelli jako Mitch
- Frances Mercer jako Ellen
- Paul Guilfoyle jako Taggart
- Richard Lane jako Bowers
- Vinton Hayworth jako Dirk
- Walter Miller jako Maitland
- Frank M. Thomas jako Larson
- Solly Ward jako Al
- George Irving jako kurator
- Ace the Wonder Dog jako Ace